# 3-дюймовая полевая пушка образца 1902 года
3-дюймовая полевая пушка образца 1902 года (англ. 3-inch M1902 field gun) — первое в армии США скорострельное полевое орудие из никелевой стали с противооткатным устройством. Как и её предшественница, 3,2-дюймовая пушка M1897, она была нарезной и казнозарядной. 

## Конструкция
Во второй половине 1890-х годов происходила так называемая «революция скорострельности», и многие страны, от России и Германии до Республики Трансвааль, начали принимать на вооружение пушки с противооткатными устройствами. Но армия США приняла на вооружение устаревшую 3,2-дюймовую пушку M1897. Быстро осознав ошибку, артиллерийский отдел одновременно с производством M1897 приступил к разработке того, что было названо «скорострельной пушкой», а капитан Чарльз Уилер разработал 3-дюймовую пушку, которая позволяла производить больше выстрелов, но всё равно требовала перезарядки после каждого выстрела. Однако к 1900 году, когда начались её закупки, была рассекречена первая конкретная информация о революционной французской пушке образца 1897 года. Кроме того, к этому времени в Европе появились новые по-настоящему скорострельные образцы от частных производителей. Поэтому командующий армией Соединенных Штатов Нельсон Майлз потребовал от военного министра Элиу Рута остановить производство. В 1901 году новые орудия были испытаны и признаны превосходными, поэтому в 1902 году департамент боеприпасов объединил орудие Уилера и орудие Эрхардта (вероятно, похожее на норвежскую M1901) в одну конструкцию.
Особенности нарезки, заряжание с казенной части унитарными боеприпасами и гидравлическая пружинная система для поглощения отдачи ствола и быстрого возврата его в боевое положение в сочетании улучшают дальность, точность и скорострельность пушки по сравнению с предыдущими образцами, позволяя более эффективно использовать его в боевых действиях с пехотой. Эти новые возможности позволили орудию вести точный огонь по целям, находящимся вне прямой видимости, что обеспечило решающую огневую мощь при атаках пехоты. Это орудие было также одним из первых артиллерийских орудий США с бронированным щитом для защиты расчета от огня из стрелкового оружия. Пушка стреляла 3-дюймовыми (76 мм) стальными, шрапнельными или разрывными снарядами весом 15 фунтов (6,8 кг). Использование конструкции из никелевой стали означало, что M1902 могла стрелять более тяжёлым снарядом с более высокой начальной скоростью и большей точностью (из-за более плотной нарезки), чем любое другое полевое орудие американского производства на тот момент. Начальная скорость снаряда составляла 1700 футов/с (520 м/с) при эффективной дальности стрельбы 6500 ярдов (5900 м) и максимальной дальности стрельбы 8500 ярдов (7800 м). Максимальная скорострельность составляла 15 выстрелов в минуту.

## История применения
Это орудие заменило 3,2-дюймовую пушку M1897 в большинстве боевых подразделений, но оба вида оставались на вооружении до окончания Первой мировой войны. Генерал Джон Першинг привез несколько таких пушек с собой во время «Карательной экспедиции» против мексиканских войск в 1916-17 годах, но в бою из них не стреляли.
Пушка M1902 находилась на вооружении армии США с 1902 по 1919 год. Во время Первой мировой войны армия в основном использовала французскую 75-мм пушку образца 1897 года вместо М1902, которые хранились в Соединенных Штатах для тренировок. Хотя это оружие фигурирует в таблицах организации и оснащения времен Первой мировой войны, очень немногие из M1902 использовались в боевых действиях в Европе. В 1920-х годах они были постепенно сняты с активной службы.